# Bianca Cruzeiro
Bianca Cruzeiro, född 1980, är en svensk-brasiliansk skådespelare, regissör och arkitekt.
Cruzeiro är utbildad vid Stockholms dramatiska högskola och KTH. Hon har varit verksam vid Uppsala stadsteater där hon regidebuterade med föreställningen Real Talk som handlar om den argentinska tangon. Hon har även skapat andra föreställningar i egen regi, senast Jag är en Carneval på teater Tribunalen 2018. År 2013 filmdebuterade Cruzeiro i Felix Herngrens Hundraåringen som klev ut genom fönstret och försvann. Vid Guldbaggegalan 2020 tilldelades Cruzeiro en Guldbaggen för bästa kvinnliga biroll för sin roll i Aniara.
Vid sidan av skådespelandet är Bianca Cruzeiro verksam som arkitekt.

## Filmografi i urval
- 2013 – Hundraåringen som klev ut genom fönstret och försvann
- 2017 – Vinden blåser vart den vill
- 2019 – Aniara